# Ruff Ryders' Anthem
"Ruff Ryders Anthem" es el cuarto y último sencillo de DMX (rapero), de su álbum debut de estudio It's Dark and Hell Is Hot y producido por el conocido productor de hip hop Swizz Beatz. La canción es generalmente considerada una de las más conocidas del rapero en su carrera y fue uno de los sencillos de su álbum debut. Instrumentalmente, es famosa por el sonido pegadizo de la trompeta. También la canción es conocida por la frase del canto de DMX en el coro: "¡Oh, no, that's how Ruff Ryders roll". 
La letra de "Ruff Ryders 'Anthem" es generalmente el procedimiento de la discográfica Ruff Ryders. La canción también fue lanzada como un lado B de "Slippin '". Se sitúa en el # 79 en 100 Greatest Songs de VH1 Hip Hop. En los EE. UU. ocupó el puesto # 94 en el Billboard Hot 100.

## Remixes
Hay tres remix hasta ahora:
- "Ruff Ryders' Anthem" (Official Remix) feat. The LOX, Drag-On and Eve
- "Ruff Ryders' Anthem" (Unofficial Remix) feat. Lil' Scrappy, Mystikal, 50 Cent, 2Pac and Notorious B.I.G.
- "Ruff Ryders' Anthem" (Unofficial Remix 2) feat. DJ Clue, Jadakiss, Styles, Drag-On, & Eve.

The third remix is in Grand Theft Auto: Liberty City Stories in the station "The Liberty Jam".
- Datos: Q11703355